# Aidosz Szultangali
Aidosz Szultangali (kazak nevén cirill betűkkel: Айдос Сұлтанғалиұлы Сұлтанғали) (Kizilorda, 1996. február 7. –) kazak kötöttfogású birkózó. A 2018-as birkózó-világbajnokságon a bronzmérkőzésig jutott 60 kg-os súlycsoportban, kötöttfogásban. A 2017-es Belső-Ázsia Játékokon bronzérmet szerzett 59 kg-os súlycsoportban.

## Sportpályafutása
A 2018-as birkózó-világbajnokságon a bronzmérkőzésig jutott.